# Francis Dashwood (1er baronnet)
Francis Dashwood, 1er baronnet (vers.1658-4 novembre 1724), est un marchand britannique, propriétaire foncier et homme politique whig qui siège à la Chambre des communes de 1708 à 1713.

## Jeunesse
Francis Dashwood est le troisième fils de Francis Dashwood et de sa femme Alice Sleigh, fille de Richard Sleigh du Derbyshire. Son père est un commerçant lié à la Turquie et un échevin de Londres. Dashwood et son frère Samuel rejoignent tôt l'entreprise de leur père et deviennent les principaux importateurs de Soie. Dashwood épouse Mary Jennings, fille de John Jennings de St Margaret's, Westminster, le 13 avril 1683 et améliore ainsi ses perspectives financières. Elle meurt en 1694 et le 30 mai 1705, il épouse Mary Fane (1676 - 19 août 1710), fille de Vere Fane (4e comte de Westmorland). Après la mort de Mary en 1710, il se remarie à Mary King le 17 juin 1712. Elle est décédée en 1717.

## Carrière dans les affaires
Dashwood devient Freeman de la Vintners 'Company en 1680. Il peut prêter au gouvernement 1 000 £ en mars 1690 et établir une résidence à Wanstead Essex. Il est assistant de la Royal African Company pendant les années 1693 à 1695, 1697 à 1700, 1704, 1706 à 1707 et 1709 à 1712. Il est directeur de la Old East India Company de 1700 à 1702, 1703 à 1705 et 1707 à 1709, et devient directeur de la United Trade Company de 1707 à 1708. En 1698, les frères Dashwood investissent 15 000 £ pour acheter le domaine de West Wycombe à leur beau-frère Thomas Lewis. Francis Dashwood rachète la part de ses frères. Samuel Dashwood est lord-maire de Londres en 1702 et lors de l'inauguration, Francis est fait chevalier par la reine Anne. Il est créé baronnet de West Wycombe le 28 juin 1707. En 1712, il est directeur supérieur de la Vintner's Company.

## Carrière politique
Dashwood est élu sans opposition comme député de Winchelsea aux élections générales britanniques de 1708. Il y avait confusion sur les inclinations politiques de Dashwood, mais il va avec les whigs en votant pour la naturalisation des Palatins en février 1709 et en soutenant la destitution du Dr Sacheverell en 1710. Il signe aussi une adresse de la lieutenance de Londres attaquant les outrages commis par les foules de la Haute Église. Il est de nouveau élu pour Winchelsea aux élections générales britanniques de 1710 et vote contre le projet de loi sur le commerce français le 18 juin 1713. Il ne se présente pas aux élections générales britanniques de 1713.

## Famille
Vers 1720, Dashwood achète le manoir de Halton dans le Buckinghamshire et dépense somptueusement pour embellir le manoir et sa maison à West Wycombe. Il épouse le 21 juillet 1720 sa quatrième et dernière épouse Elizabeth Windsor (décédée en 1736), fille de Thomas Hickman-Windsor (1er comte de Plymouth). Il meurt dans sa maison de ville de Hanover Square le 4 novembre 1724 et est enterré à Wycombe. Son patrimoine personnel est évalué à plus de 34 000 £ .
Par sa première épouse, Dashwood a un fils qui meurt avant lui et deux filles.
- Mary Dashwood, épouse Fulwar Skipwith, 2e baronnet en 1703
- Susanna Dashwood (c.1685-4 septembre 1747), épouse Orlando Bridgeman (2e baronnet)

De sa seconde épouse, il a un fils et une fille.
- Rachel Dashwood (c.1706-16 mai 1788), épouse Robert Austen, 4e baronnet en 1738
- Francis Dashwood (11e baron le Despencer), épouse Sarah Ellys, est décédé sans descendance

De sa troisième épouse, il a deux fils et deux filles, dont l'un meurt avant lui.
- Henrietta Dashwood, est décédée célibataire
- Mary Dashwood, épouse John Walcott en 1732
- John Dashwood-King (3e baronnet), qui succède à son demi-frère Lord Le Despencer comme 3e baronnet
- Charles Dashwood (né le 4 novembre 1717), est décédé célibataire

Il n'a pas d'enfants de sa quatrième femme.